# Ерміт сіроволий
Ермі́т сіроволий (Phaethornis augusti) — вид серпокрильцеподібних птахів родини колібрієвих (Trochilidae). Мешкає в Південній Америці. Вид названий на честь французького мандрівника і ентомолога Огюста Саллє.

## Опис

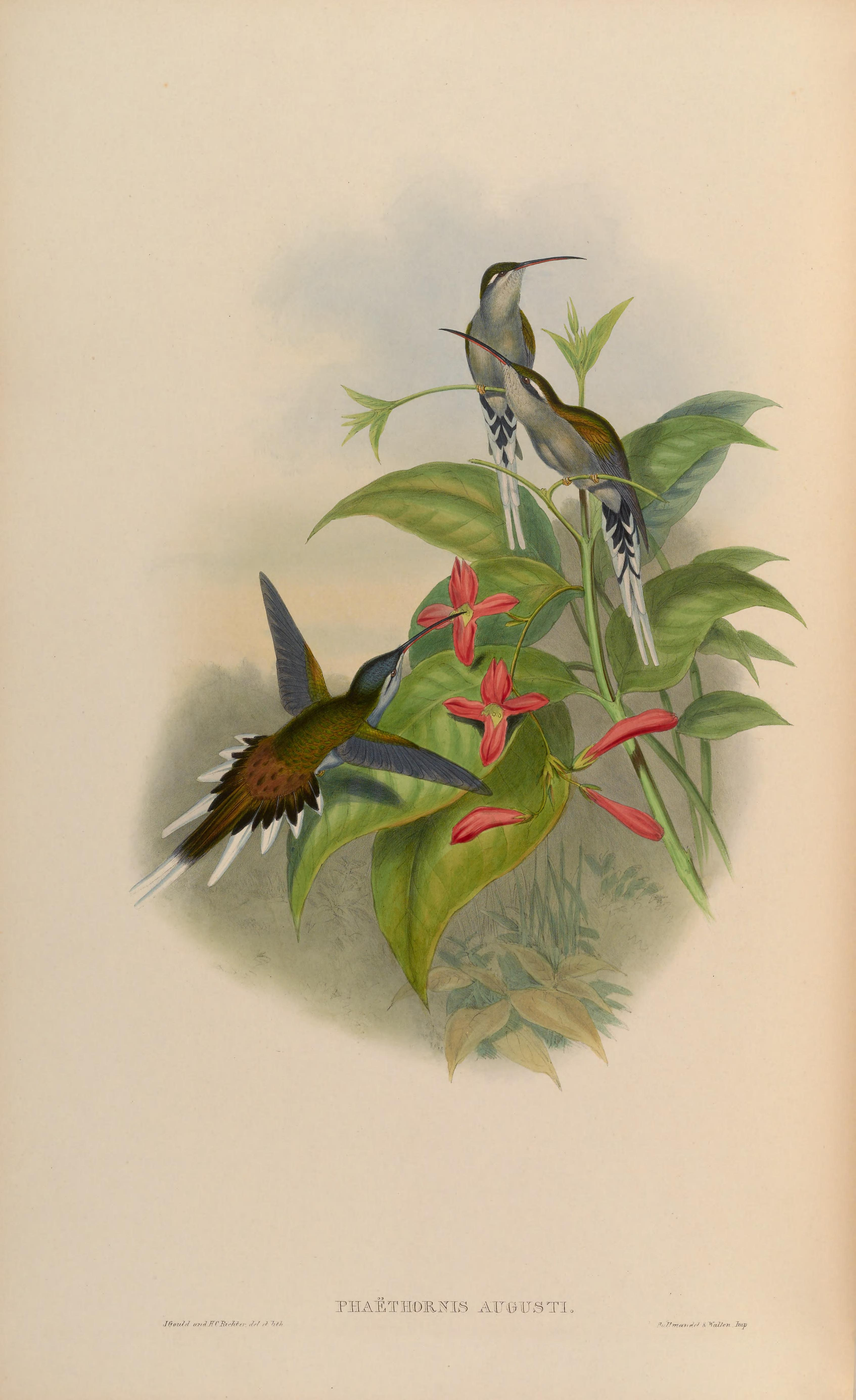
Сіроволі ерміти

Довжина птаха становить 13,2 см, вага 4-6 г, довжина дзьоба 3,6 см. Верхня частина тіла сірувато-коричнева, надхвістя і верхні покривні пера хвоста світло-рудувато-коричневі. Нижня частина тіла сіра. Через очі ідуть широкі чорні смуги, окаймлені білими "бровами" і "вусами". Стернові пера темні, поцятковані білими плямками, центральні стернові пера бронзово-зелені з довгими білими кінчиками. Дзьоб довгий, вигнутий, чорний, знизу біля основи червонуватий.

## Підвиди
Виділяють три підвиди:
- P. a. curiosus Wetmore, 1956 — гірський масив Сьєрра-Невада-де-Санта-Марта на північному сході Колумбії;
- P. a. augusti (Bourcier, 1847) — Східний хребет Колумбійських Анд, гори Макарена в Колумбії, гори на заході і півночі Венесуели;
- P. a. incanescens (Simon, 1921) — тепуї Гвіанського нагір'я на півдні Венесуели та в сусідніх районах західної Гаяни і північної Бразилії (Рорайма).

## Поширення і екологія
Сіроволі ерміти мешкають в Колумбії, Венесуелі, Гаяні і Бразилії. Вони живуть у вологих гірських тропічних лісах, в сухих і вологих рівнинних тропічних лісах, на узліссях і галявинах, в басейні Ориноко в галерейних лісах або в пальмових гаях Mauritia, у вологих і високогірних чагарникових заростях. Зустрічаються на висоті до 3500 м над рівнем моря, є поширеними в Національному парку Анрі-Пітьє. Ведуть переважно осілий спосіб життя. Живляться нектаром квітів, яких шукають в нижньому ярусі лісу, пересуваючись за певним маршрутом, а також дрібними комахами і павуками. У Венесуелі сезон розмноження триває з лютого по липень і з вересня по грудень. Самці збираються на токовищах, де приваблюють самиць співом. Гніздо конусоподібне, робиться з рослинних волокон, моху, лишайників і павутиння, підвішується до нижньої сторони листа. В кладці 2 яйця.